# Vsevolod Bagno
Vsevolod Bagno (en russe : Всеволод Евгеньевич Багно), né le 7 juin 1951 à Engels, est un critique littéraire et philologue soviétique et russe-hispanisant.

## Biographie
Vsevolod Bagno termine la section hispanique de la faculté de philologie de l'université de Saint-Pétersbourg (université d'État de Saint-Pétersbourg) en 1974, et demande son accès à l'Institut Maison Pouchkine comme étudiant de l'académicien Mikhaïl Alexeïev. Entré en 1978, il devient collaborateur scientifique stagiaire en 1986, puis collaborateur effectif en 1994. Il dirige le département des relations russes avec les littératures étrangères, puis en devient directeur en 2007. Il est candidat en science philologique depuis 1977, avec une dissertation sur Emilia Pardo Bazán et la littérature russe en Espagne. Doktor nauk depuis 1994, avec une dissertation intitulée Le Sort du mythe de Don Quichotte en Russie et dans le monde. Il est professeur et membre du conseil des dissertations de la faculté de philologie de l'université d'État de Saint-Pétersbourg. Il est membre correspondant de l'Académie des sciences de Russie depuis le 25 mai 2006 (section historico-philologique).
Rédacteur en chef de la revue Rousskaïa litteratoura, membre du conseil de la revue Zvezda et du prix Bolchaïa kniga. Membre de l'association internationale des chercheurs Miguel de Cervantes (1990), président de la société publique Fond Cervantes. Membre de l'Union des écrivains de Saint-Pétersbourg.
V. Bagno est membre du conseil consultatif pour le soutien, la maintenance et le développement de la langue russe auprès du Comité pour l'enseignement et la science du Conseil de la fédération (Russie) ; également membre du Conseil pour la science et l'innovation près du ministère de la Culture de la fédération de Russie. Membre du Conseil pour la culture près le gouvernorat de Saint-Pétersbourg. Membre de la direction du Fond D.S. Likhatchiova. Il fait partie du comité de surveillance de l'université d'État des sciences humaines de Russie.
Il est coprésident de la commission « Russie, Espagne, Amérique latine : communication et culture » et conseiller scientifique pour l'histoire de la culture mondiale. Il est membre du collège de rédaction de la série Monuments littéraires depuis 1989. Il est président du collège de rédaction des Œuvres complètes de Fiodor Dostoïevski en 35 volumes. Il est membre également du comité des Œuvres complètes d'Alexandre Pouchkine. Il a dirigé la Maison Pouchkine de 2007 à 2017.
Il est président du jury du concours international de jeunes talents Star Prometheus.

## Activité littéraire
V. Bagno a traduit des œuvres de poésie et de prose depuis l'espagnol, le catalan et le français (Raymond Lulle, Luis de León, Francisco de Quevedo y Villegas, José Ortega y Gasset, Ramón María del Valle-Inclán, Jorge Luis Borges, Julio Cortázar, Salvador Espriu, Arthur Rimbaud, Germain Nouveau, etc.).
Il est l'auteur de plusieurs livres d'aphorismes ironiques (Par l'absurde, 2001-2011).

## Travaux
Auteur de plus de 280 publications scientifiques.
- Emilia Pardo Bazán et la littérature russe en Espagne (1982)
- Aux amis : « Don Quichotte » (1988)
- El Quijote vivido por los rusos (1995)
- Itinéraire russe en Espagne / Русские маршруты в Испании (2004)
- Poésie russe du « siècle d'argent » et le monde du romantisme / Русская поэзия Серебряного века и романский мир (2005)
- Russie et Espagne : frontières communes / Россия и Испания: общая граница (2005)
- Don Quichotte en Russie / Дон Кихот в России и русское донкихотство (2009)
- Mythe, image, motif : littérature russe dans le contexte mondial / Миф — образ — мотив: русская литература в контексте мировой (2014)
- (ru) Le Donquichottisme russe comme phénomène de culture / Русское донкихотство как феномен культуры

## Récompenses
Officier de la Croix de l'Ordre d'Isabelle la Catholique.